# Tempelhof-Schöneberg
Tempelhof-Schöneberg er det syvende af Berlins tolv distrikter (tysk: Bezirke). Det udgøres af bydelene (tysk: Ortsteile) Schöneberg, Friedenau, Tempelhof, Mariendorf, Marienfelde og Lichtenrade.
Med et areal på 53 km2 og et befolkningstal på 350.984 (2020) er Tempelhof-Schöneberg det henholdsvis femtemindste og tredjefolkerigeste distrikt i Berlin. Med 6.616 indbyggere pr. km2 har distriktet byens fjerdehøjeste befolkningstæthedsgrad.
Distriktets lokale borgerrepræsentation (tysk: Bezirksverordnetenversammlung) domineres af partiet SPD med 15 ud af 55 pladser. Siden 2011 har Angelika Schötter (SPD) været Tempelhof-Schönebergs distriktsborgmester (tysk: Bezirksbürgmeister). Hun udgør sammen med fire øvrige forvaltere (tysk: Bezirksstadträte), valgt af Tempelhof-Schönebergs borgerrepræsentation, distriktets daglige ledelse (tysk: Bezirksamt).
Distriktet rummer bl.a. lufthavnen Berlin Tempelhof og Rathaus Schöneberg, der var kommunesæde for Vestberlin.

## Tempelhof-Schönebergs bydele
Tempelhof-Schöneberg er inddelt i følgende bydele:
| Bydele           | Areal (km2) | Befolkningstal 31. december 2020 | Befolkningstæthed pr. km2 |
| ---------------- | ----------- | -------------------------------- | ------------------------- |
| 0701 Schöneberg  | 10,60       | 122.658                          | 11.572                    |
| 0702 Friedenau   | 1,65        | 27.998                           | 16.968                    |
| 0703 Tempelhof   | 12,20       | 61.769                           | 5.063                     |
| 0704 Mariendorf  | 9,38        | 52.734                           | 5.622                     |
| 0705 Marienfelde | 9,15        | 32.270                           | 3.527                     |
| 0706 Lichtenrade | 10,10       | 52.110                           | 5.159                     |

## Politik

### Distriktsforvaltningen i Tempelhof-Schöneberg
Den daglige politiske ledelse af distriktet varetages af følgende distriktsforvaltere:
| Distriktsforvaltere                   | Parti                 |
| ------------------------------------- | --------------------- |
| Distriktsborgmester Angelika Schötter | SPD                   |
| Vicedistriktsborgmester Jörn Oltmann  | Bündnis 90/Die Grünen |
| Christiane Heiß                       | Bündnis 90/Die Grünen |
| Matthias Steuckardt                   | CDU                   |
| Oliver Schworck                       | SPD                   |

### Borgerpræsentationen i Tempelhof-Schöneberg
Distriktets lokale borgerrepræsentation har siden distriktsvalget 18. september 2016 haft følgende sammensætning:
| Parti                 | Pladser |
| --------------------- | ------- |
| SPD                   | 15      |
| Bündnis 90/Die Grünen | 13      |
| CDU                   | 12      |
| AfD                   | 6       |
| Die Linke             | 5       |
| FDP                   | 4       |
| I alt                 | 55      |

### Internationale venskabsbyer
- Amstelveen, Nederlandene
- Barnet, Storbritannien
- Charenton-le-Pont, Frankrig
- Koszalin, Polen
- Levallois-Perret, Frankrig
- Mezitli, Tyrkiet
- Nahariya, Israel

### Nationale venskabsbyer
- Ahlen, Nordrhein-Westfalen
- Landkreis Bad Kreuznach, Rheinland-Pfalz
- Kreis Paderborn, Nordrhein-Westfalen
- Penzberg, Bayern
- Landkreis Teltow-Fläming, Brandenburg
- Werra-Meißner-Kreis, Hessen
- Wuppertal, Nordrhein-Westfalen